# Subilla colossea
Subilla colossea är en halssländeart som först beskrevs av H. Aspöck et al. 1979.  Subilla colossea ingår i släktet Subilla och familjen ormhalssländor. Inga underarter finns listade i Catalogue of Life.